# Jean Picard
Jean Picard (La Flèche, Anjou, 21 de julho de 1620 – Paris, 12 de julho de 1682) foi um astrônomo e sacerdote francês nascido em La Flèche, onde estudou no Jesuit Collège Royal Henry-Le-Grand.
Ele é notável principalmente por sua medida precisa do tamanho da Terra, com base em um levantamento cuidadoso de um grau de latitude ao longo do Meridiano de Paris.

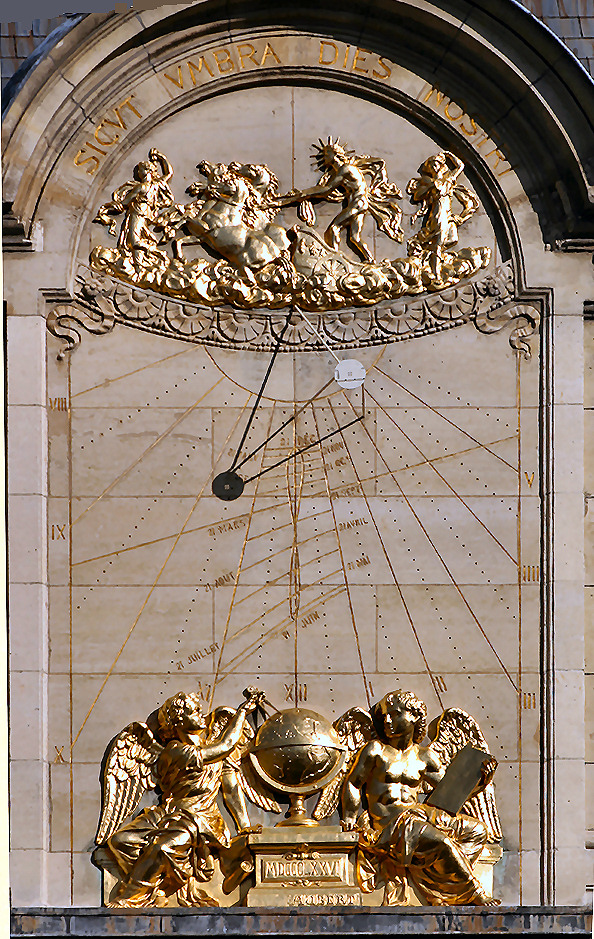
Relógio de sol de Jean Picard no frontão da Sorbonne

## Geodésia
Picard foi a primeira pessoa a medir o tamanho da Terra com um grau razoável de precisão em uma pesquisa de medição de arco conduzida em 1669-70, pela qual ele foi homenageado com uma pirâmide em Juvisy-sur-Orge. Guiado pela metodologia de Maurolycus e pela matemática de Snellius para fazer isso, Picard conseguiu isso medindo um grau de latitude ao longo do meridiano de Paris usando a triangulação ao longo de treze triângulos que se estendem de Paris à torre do relógio de Sourdon, perto Amiens.
Suas medições produziram um resultado de 110,46 km para um grau de latitude, o que dá um raio terrestre correspondente de 6 328,9 km. Isaac Newton usaria esse valor em sua teoria da gravitação universal.
O raio polar agora foi medido em pouco mais de 6 357 km. Este foi um erro apenas 0,44% menor que o valor moderno. Este foi mais um exemplo de avanços na astronomia e suas ferramentas possibilitando avanços na cartografia.

## Instrumentos
Picard foi o primeiro a anexar um telescópio reticulo (desenvolvido por William Gascoigne) a um quadrante, e um dos primeiros a usar um parafuso micrômetro em seus instrumentos. O quadrante que ele usou para determinar o tamanho da Terra tinha um raio de 38 polegadas e foi graduado para um quarto de minuto. O sextante que ele usou para encontrar o meridiano tinha um raio de seis pés e estava equipado com um micrômetro para permitir ajustes mínimos. Essas melhorias de equipamento deixaram a margem de erro de apenas dez segundos, ao contrário da medição de Tycho Brahe de quatro minutos de erro. Isso tornou suas medições 24 vezes mais precisas.

## Outro trabalho
Em 1670-71, Picard viajou para o local do observatório dinamarquês de Tycho Brahe, Uraniborg, a fim de avaliar sua longitude com precisão para que as leituras de Tycho pudessem ser comparadas a outras.
Picard colaborou e se correspondeu com muitos cientistas, incluindo Isaac Newton, Christiaan Huygens, Ole Rømer, Rasmus Bartholin, Johann Hudde, e até mesmo seu principal concorrente, Giovanni Cassini, embora a Cassini muitas vezes não quisesse retribuir o gesto. Essas correspondências levaram às contribuições de Picard para áreas da ciência fora do campo da geodésia, como a aberração de luz que ele observou enquanto estava em Uraniborg, ou sua descoberta de fosforescência mercurial ao observar o brilho fraco de um barômetro. Essa descoberta levou aos estudos de Newton sobre o espectro visível da luz.
Picard também desenvolveu o que se tornou o método padrão para medir a ascensão reta de um objeto celestial. Neste método, o observador registra o momento em que o objeto cruza o meridiano do observador. Picard fez suas observações usando o relógio de pêndulo de precisão que o físico holandês Christiaan Huygens desenvolveu recentemente.

## Legado
- Seu livro "Mesure de la Terre" foi publicado em 1671.
- Existe uma cratera lunar com o nome de Picard, no quadrante sudoeste do Mare Crisium.
- A missão PICARD, um observatório solar orbital, tem o nome de Picard.